# The Carson City Kid
Cet article possède un paronyme, voir Carson City (homonymie).
Pour plus de détails, voir Fiche technique et Distribution.
The Carson City Kid est un western B réalisé par Joseph Kane sorti en 1940.

## Synopsis
The Carson City Kid voyage avec le métis hors-la-loi Laramie. Masqués et armés, ils arrêtent les diligences et fouillent le courrier qu'elles transportent, à la recherche de lettres adressées à Morgan Reynolds.
Après l'une de ces attaques, le conducteur rapporte la nouvelle dans la petite ville de Senora. Le shérif part alors avec un détachement de population pour capturer le Kid. Lors de la poursuite, le cheval de Laramie est abattu. Ce dernier vole alors celui de son compagnon. Finalement arrêté, il est pris pour le Kid, du fait qu'il chevauche sa monture. Il est emprisonné en attendant que son identité soit prouvée par la capture de son acolyte. Le Kid rentre en ville sous un faux nom. Lorsque le coffre-fort du propriétaire du saloon de la ville est braqué, ils croient l'avoir démasqué.

## Fiche technique
- Musique : Cy Feuer
- Lyrics : Peter Tinturin
- Photographie : William Nobles
- Production : Al Wilson
- Société de distribution : MCA
- Format : Noir et blanc - 1.37:1 - 35 mm - Mono
- Langue : anglais

## Distribution
- Roy Rogers : The Carson City Kid
- George 'Gabby' Hayes : le shérif Gabby Whittaker
- Bob Steele : Lee Jessup / Morgan Reynolds
- Noah Beery Jr. : Scott 'Arizona' Warren
- Pauline Moore : Joby Madison
- Francis McDonald : Laramie
- Hal Taliaferro : Rick Harmon
- Arthur Loft : l'ivrogne du saloon
- George Rosener : Juge Tucker
- Chester Gan : Wong Lee

## À noter
- Le film est dans le domaine public[1].